# Centro histórico de Pontevedra
O centro histórico de Pontevedra (Espanha) é a parte mais antiga da cidade. É a segunda cidade velha mais importante da Galiza depois de Santiago de Compostela, e foi declarada conjunto histórico-artístico a 23 de Fevereiro de 1951.
O centro histórico tem uma grande riqueza arquitectónica e preserva muitos vestígios do período medieval, moderno e contemporâneo.

## Localização
O centro histórico de Pontevedra é delimitado principalmente pelas ruas que coincidem com a linha da antiga muralha da cidade, estando a sua parte norte localizada na margem esquerda do rio Lérez que atravessa a cidade. A cidade velha é delimitada pela rua Sierra ao norte, pela rua Arzobispo Malvar a leste, pela rua Michelena a sul e pelas ruas Cobián Roffignac e Padre Amoedo a leste. A Alameda e a Gran Vía de Montero Ríos com as Ruínas do Convento de San Domingo e os edifícios institucionais oficiais do final do século XIX podem ser considerados como uma extensão do centro histórico a oeste.

## História
Foi provavelmente no século IX que a população de Pontevedra começou a reunirs-se à volta da velha ponte e enclave romanos. Em 1169, o rei Fernando II de Leão concedeu-lhe o estatuto de vila. Iniciou-se a construção da nova ponte medieval (hoje Ponte do Burgo) e a população instalou-se gradualmente no que é hoje o centro histórico.
Pontevedra foi dotada de uma muralha fortificada que se desenvolveu em três etapas sucessivas a partir do núcleo original localizado nas proximidades da Basílica de Santa Maria Maior, a zona mais alta e mais facilmente defendida. O plano da primeira muralha é o de um assentamento pré-planejado, organizado em três ruas paralelas (Platería Vella, Amargura-San Martiño e Alta-Sor Lucía) e uma rua transversal central correspondente à parte superior da rua Isabel II.
No século XIII, o recinto amuralhado foi ampliado devido ao progressivo desenvolvimento económico e demográfico gerado pelos privilégios reais concedidos à cidade (em 1229, Afonso IX concedeu-lhe um privilégio exclusivo para a transformação e distribuição de peixe em todo o reino, e em 1238, Fernando III concedeu-lhe a fabricação de gordura de sardinha). Nos últimos anos do século XIII, chegaram as ordens mendicantes dos Dominicanos, Clarissas e Franciscanos, estes últimos construindo o seu convento no outro ponto alto da cidade velha, a leste.

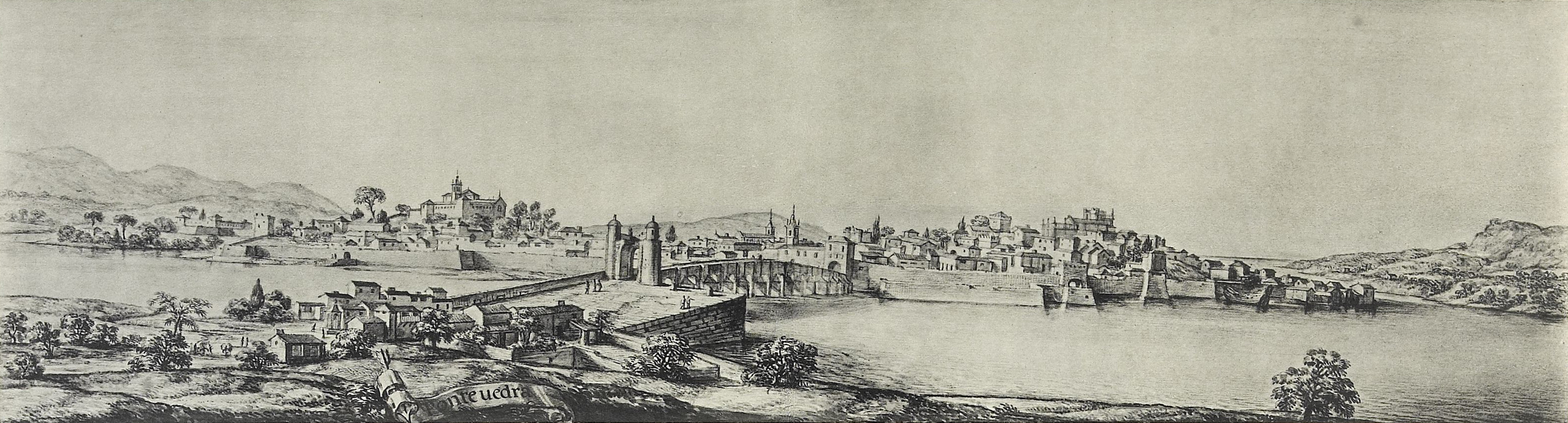
Centro histórico de Pontevedra em 1669

No século XIV, teve lugar uma segunda fase de expansão da muralha, que se estendeu ao longo da rua Pasantería e da Praça da Ferraria até a sua confluência com a rua Michelena. No século XV, o crescimento da cidade tornou necessária uma ampliação final da muralha. Em 1452, João II de Castela concedeu a Pontevedra o título de porto de carga e descarga da Galiza e, em 1467, Henrique IV premiou-a com a autorização para estabelecer uma feira livre anual de 30 dias. Era necessário um espaço suficientemente amplo e controlado para realizar a feira (correspondente à actual Praça da Ferraria). A nova muralha foi concluída em 1480.

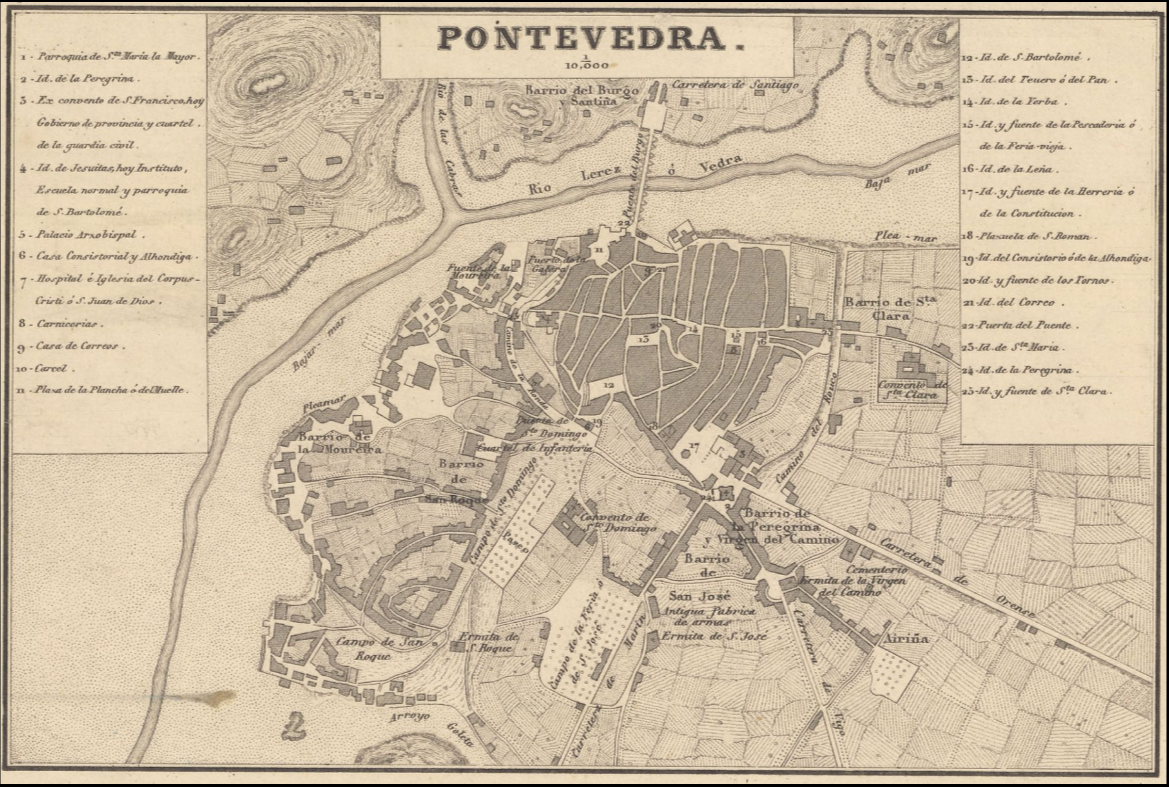
Mapa de Pontevedra e o seu centro histórico em 1856

No século XVI, o poder económico do Grémio dos Marinheiros levou à construção da Basílica de Santa Maria Maior. Ao longo do século XVI, o conjunto de ruas, praças e edifícios cobriu parte dos espaços vazios no interior das muralhas de Pontevedra. Em 1719, a invasão inglesa causou grandes danos à cidade. Durante este século, foram feitas renovações urbanas com novas praças e ruas e foram construídos novos edifícios religiosos, como a Igreja de São Bartolomeu e o Colégio da Companhia de Jesus, bem como novos palácios urbanos como o de Mugartegui e a remodelação do dos Condes de Maceda. Perto do recinto amuralhado, a Igreja da Virgem Peregrina foi construída em 1792.
No século XIX, a muralha medieval foi demolida, começando em 1852 com a porta de Trabancas e terminando com o troço da Rua Rouco e da Rua Cobián Roffignac em 1875. As torres arquiepiscopais e a fortaleza dos Churruchaos foram também demolidas e foi construída o palacete das Mendoza.
A nova Câmara Municipal foi construída em 1880, a Praça de Espanha foi urbanizada e a Alameda (o antigo pomar dominicano) foi ampliada, em frente da qual foram construídos os edifícios administrativos, sede das instituições da capital provincial, concedida em 1833. Em 1951, o centro histórico de Pontevedra foi declarado conjunto histórico-artístico. Em 1999, tornou-se pedonal e foi levada a cabo uma profunda renovação urbana,

## Planeamento urbano
A Basílica de Santa Maria Maior e o Convento de São Francisco marcam os pontos estratégicos de oeste a leste da cidade velha em duas colinas. Entre eles, formou-se a cidade medieval com o seu labirinto de ruas e praças medievais. As ruas foram estruturadas em torno de um eixo principal que corresponde às actuais ruas Sarmiento e Isabel II, e a partir daí o resto das ruas foi desdobrado, formando um exemplo clássico de uma cidade medieval com um plano de espinha de peixe, onde as ruas são estruturadas a partir de um único eixo central no qual as ruas secundárias são enxertadas. A Rua Real atravessa uma parte do centro histórico de norte a sul. Entre as ruas, o centro histórico é pontilhado de praças de proporções regulares, quadradas ou rectangulares, com muitas casas nobres com brasões de pedra, que arejam o tecido urbano e lhe conferem elegância.
A principal área verde na cidade velha é o jardim Casto Sampedro anexo à igreja e antigo convento de São Francisco, no centro do qual se encontra a fonte renascentista da Ferraria. A oeste está o Campillo de Santa María com os restos da antiga muralha e a sudoeste do centro histórico está a Alameda de Pontevedra, o antigo pomar dos dominicanos.

## Espaços urbanos e monumentos

### Praças de origem medieval
As praças medievais da cidade velha de Pontevedra destacam-se como pequenos salões de proporções regulares e geométricas. Muitos deles evocam com os seus nomes comerciais as actividades que aí tiveran lugar há séculos: a praça da lenha, a praça das hortaliças, a pedreira, a ferraria... As praças mais importantes são: a praça da Verdura, a praça da Ferraria, a praça da Lenha, a praça do Teucro, a praça da Pedreira e a praça de Méndez Núñez. Outras praças importantes na cidade velha são: Cinco Ruas, Cais, Curros Enríquez ou Alonso de Fonseca e no limite do centro histórico: praça da Peregrina e praça de Espanha.

### Edifícios religiosos
Os edifícios religiosos mais representativos da cidade velha foram construídos por ordens mendicantes (dominicanos, franciscanos), pelo poderoso grémio dos marinheiros, pelos jesuítas e pela irmandade de Nossa Senhora do Refúgio e Divina Mãe dos Peregrinos. Estes edifícios são: as ruínas do convento gótico de São Domingos, a igreja gótica de São Francisco, a basílica gótico-renascentista de Santa Maria Maior, a igreja barroca de São Bartolomeu, o Colégio da Companhia de Jesus e a igreja barroca da Virgem Peregrina. Na cidade velha há também várias capelas, como a Capela do Nazareno e a Capela das Almas e o santuário das Aparições, e no exterior, a poucos metros a leste das antigas muralhas, encontra-se o convento gótico de Santa Clara.

### Edifícios civis
Pontevedra foi um lugar privilegiado de residência para a nobreza e para as poderosas famílias galegas. Nenhuma outra cidade galega tem uma tal riqueza de brasões nas fachadas de muitas casas nobres e paços. No centro histórico existem mais de 200 brasões esculpidos em pedra.
Edifícios civis importantes são: a Casa dos Sinos, a Casa dos Vaamonde, a Casa do Correio Velho, o Palácio dos Condes de Maceda, o Paço de Gago e Montenegro, o Paço de Mugartegui, o Paço de García Flórez, o Paço de Castro Monteagudo, a Casa das Caras, o Teatro Principal de Pontevedra e o Liceo Casino, o Paço do Marquês de Aranda, a Câmara Municipal de Pontevedra, a Mansão Mendoza, o Palácio da Deputação de Pontevedra, a escola secundária Valle-Inclán, o Edifício da associação oficial de agrimensores de quantidades e arquitectos técnicos de Pontevedra, o Mercado Central de Pontevedra e o Edifício Castelao.

### Estátuas
As estátuas do centro histórico prestam homenagem a figuras importantes da história da cidade: o Fiel Contraste, o Monumento aos Heróis de Puente Sampayo ou a estátua de Valle-Inclán, bem como a figuras populares como o papagaio Ravachol ou as mulheres galegas (Mulher com galinhas).

### Pontes
A ponte do Burgo é a ponte em arco que dá acesso ao centro histórico a partir do norte e que deu o seu nome à cidade (Pontis Veteris).

### Museus
Os seguintes museus estão localizados no centro histórico da cidade:
- Museu de Pontevedra: Foi inaugurado em 1929 e tem 6 edifícios. Está catalogado como um dos três melhores museus provinciais em Espanha.[25]
- Centro de Interpretação das Torres Arquiepiscopais (CITA): Foi inaugurado em 2010 e mostra o que foi uma das estruturas defensivas mais importantes da cidade.[26]

## Festas e eventos culturais
O centro histórico da cidade é o local da cidade onde se realizam a Feira Franca de Pontevedra, o enterro do Papagaio Ravachol, Os Maios e vários eventos das festividades da padroeira da cidade, a Virgem Peregrina.

## Galeria

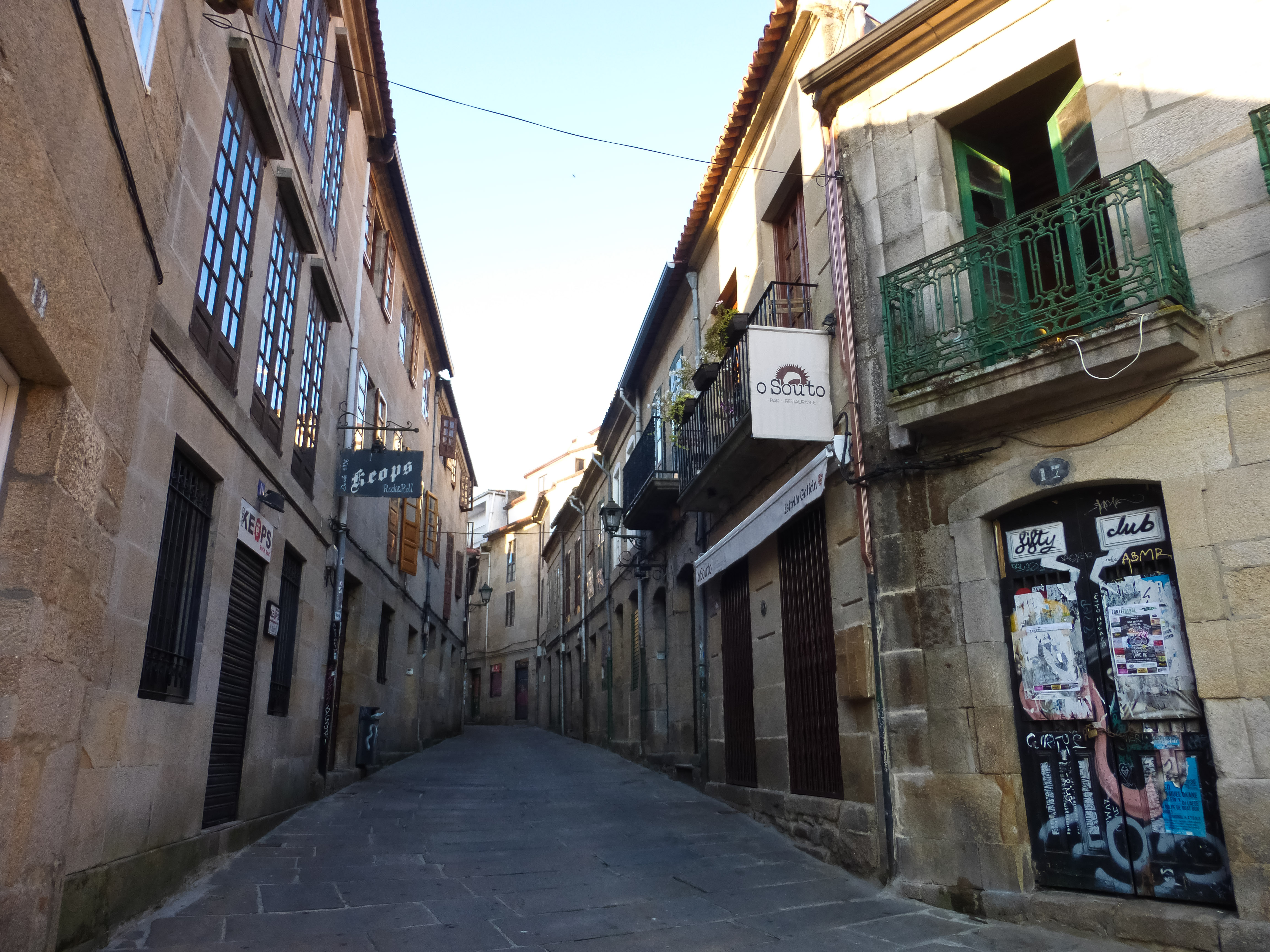
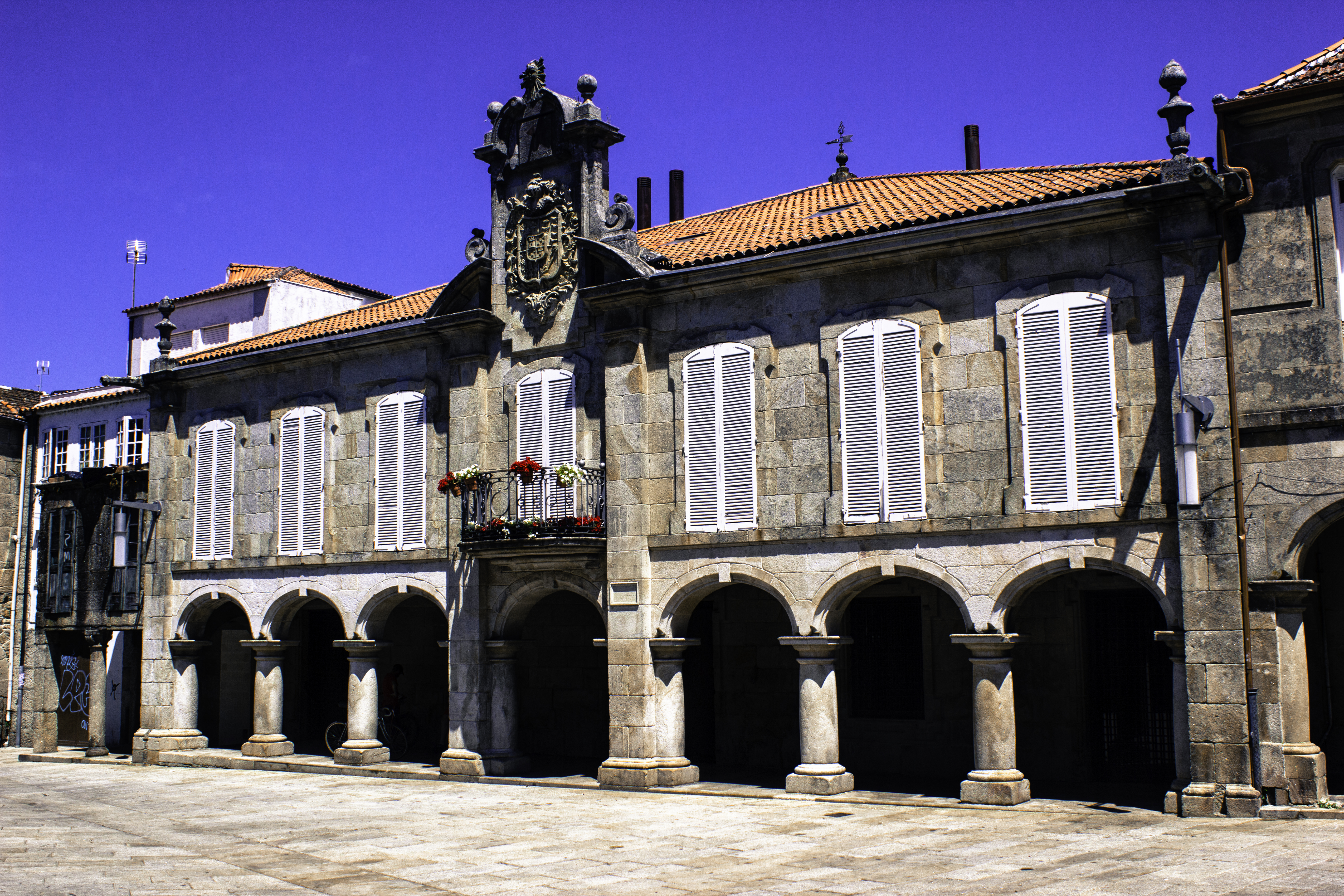
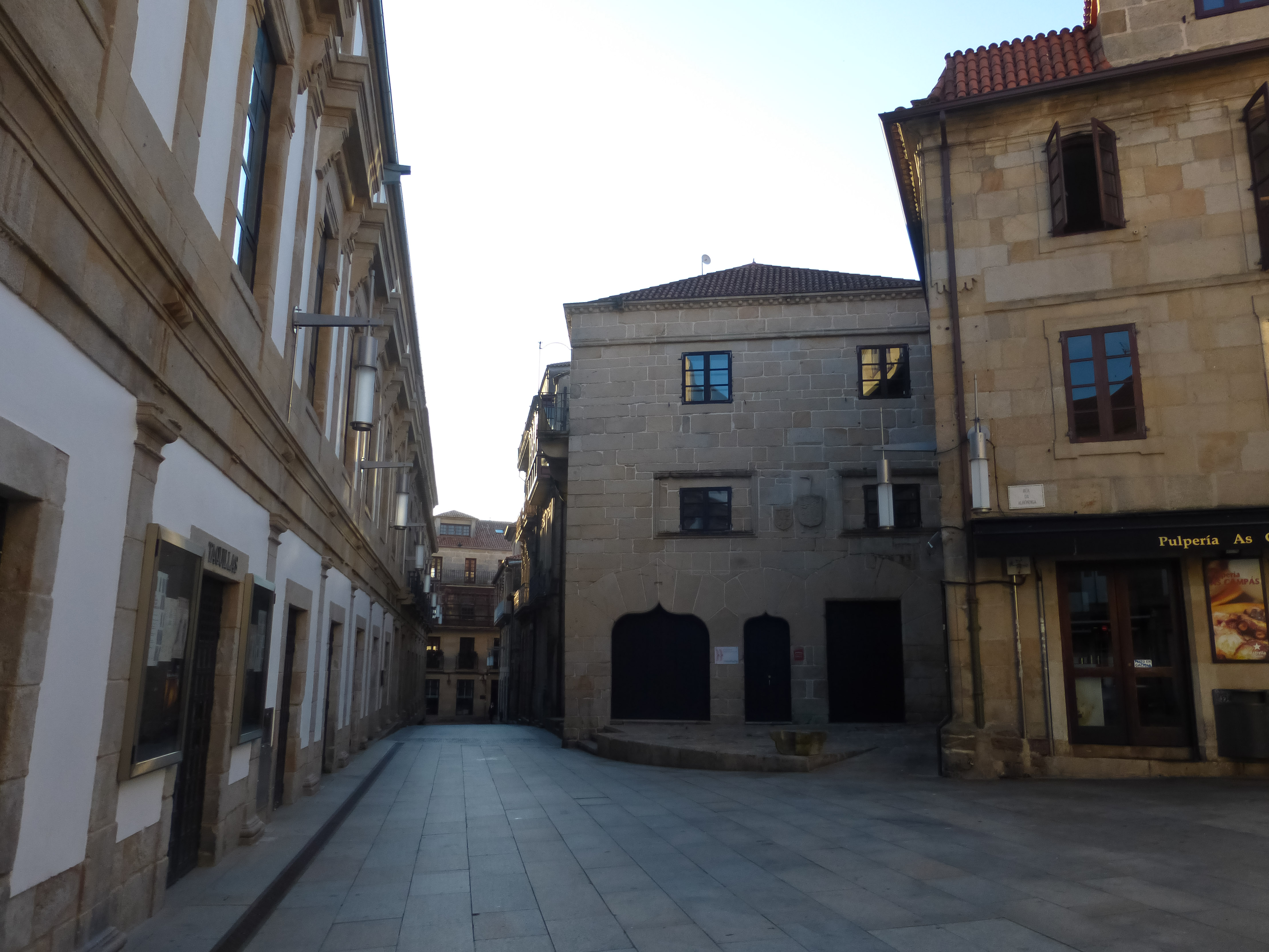
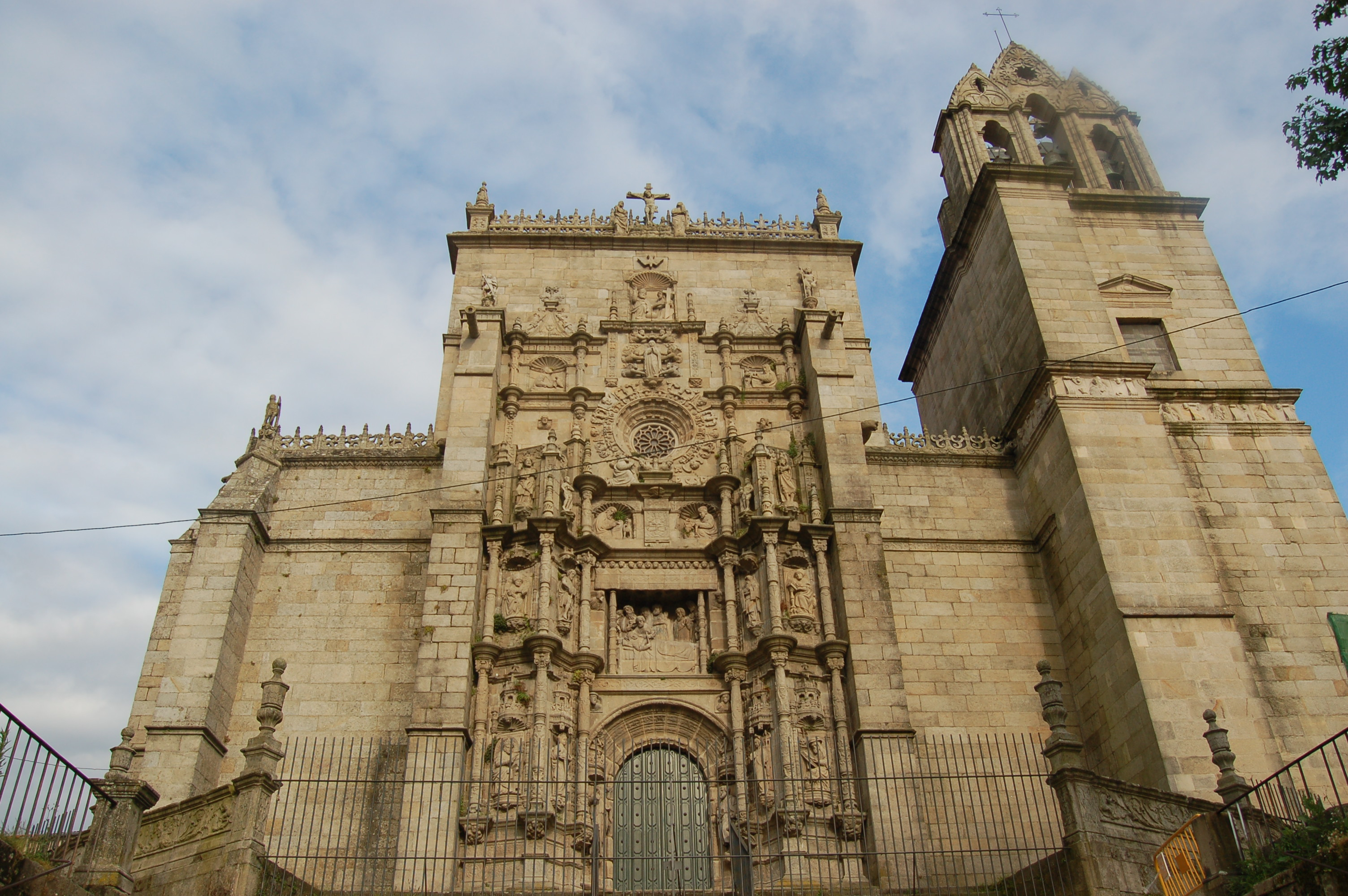
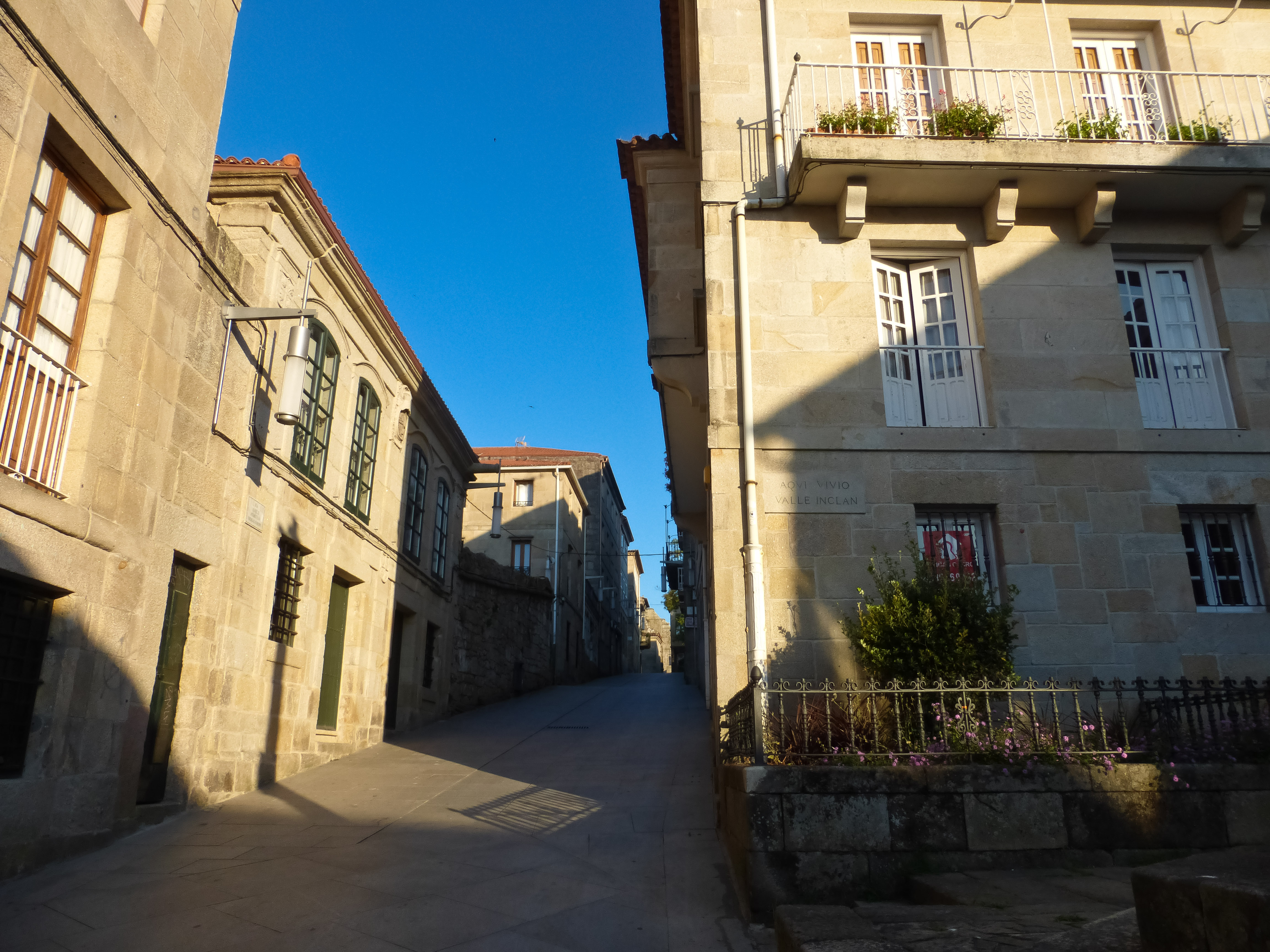
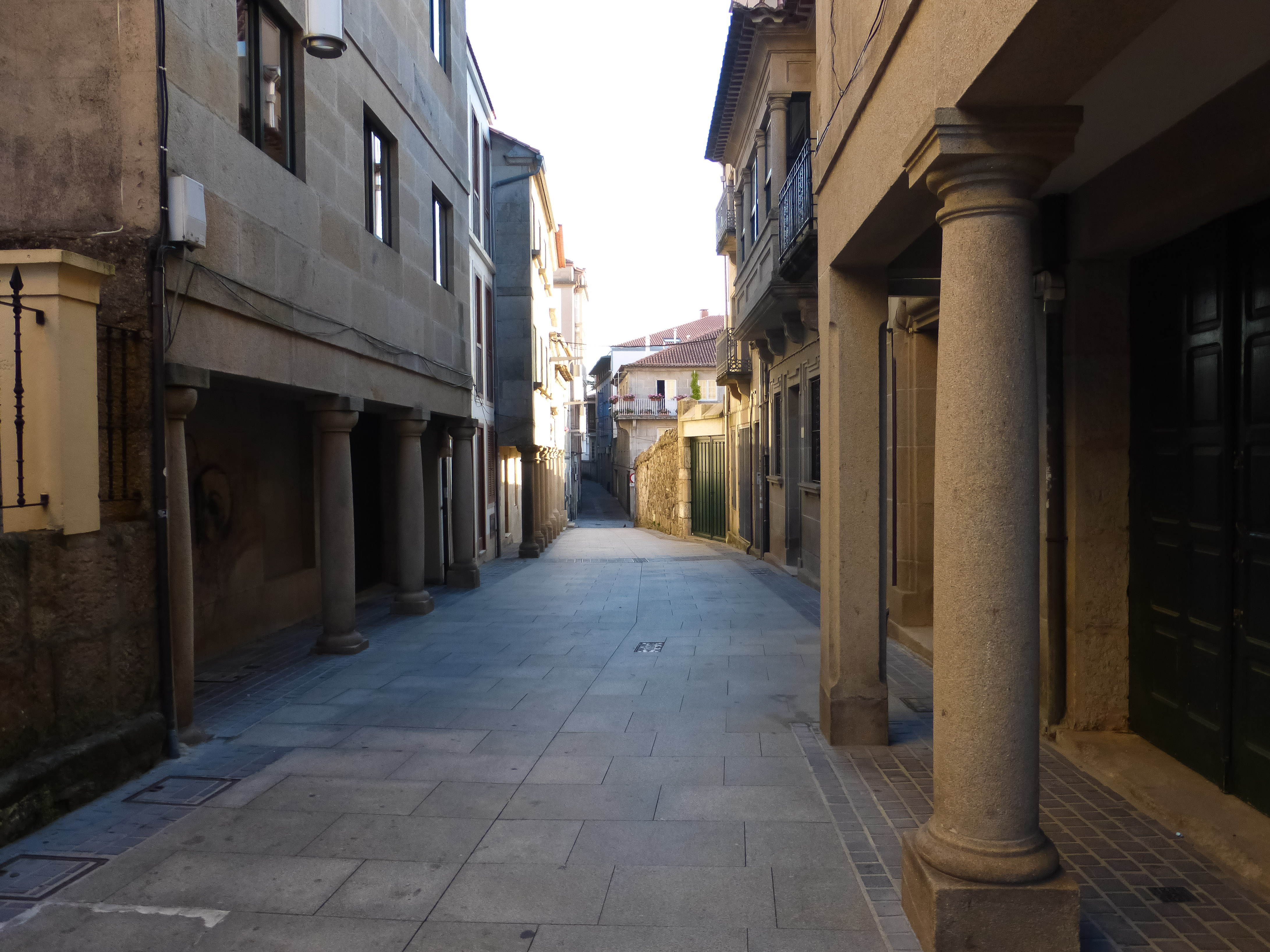
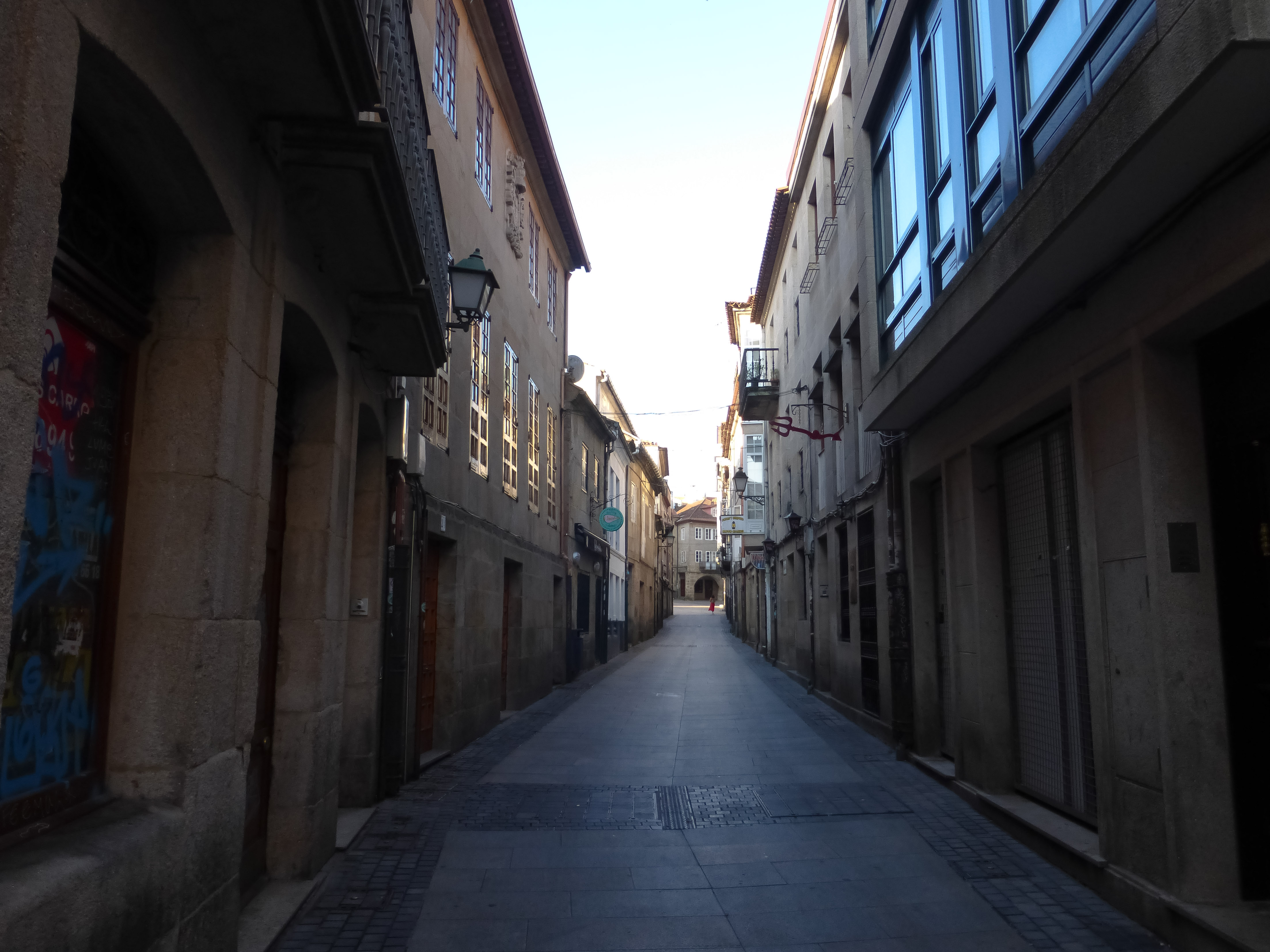
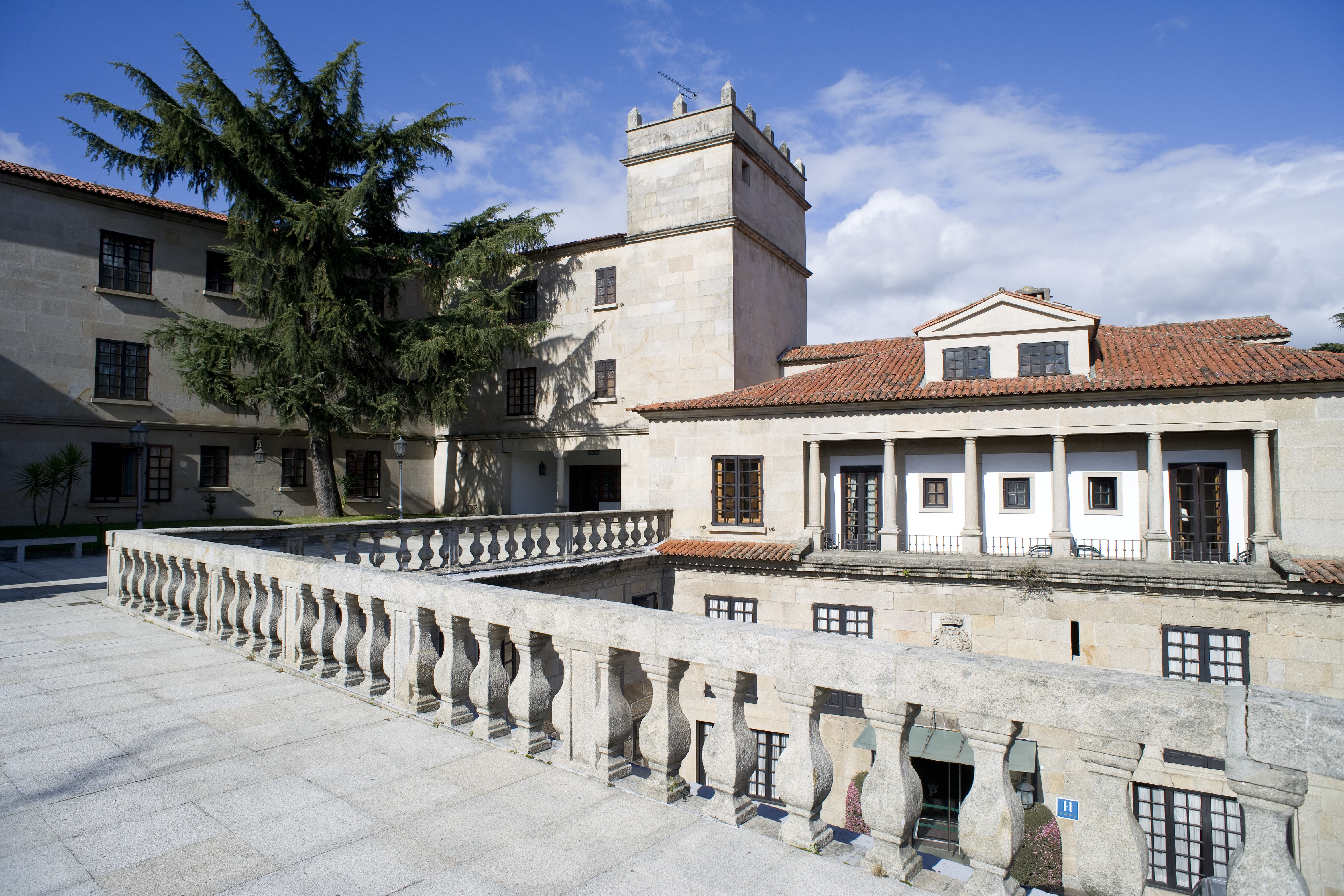
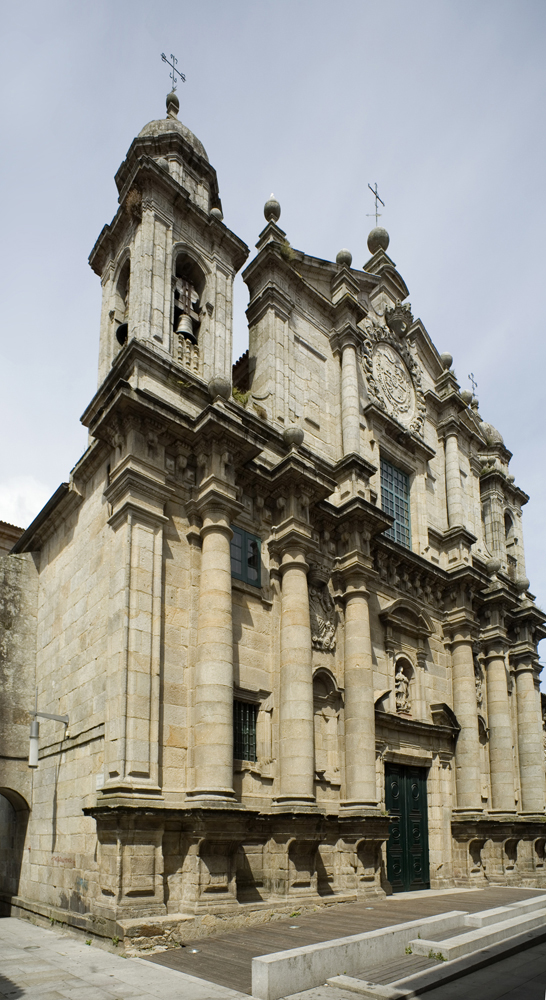
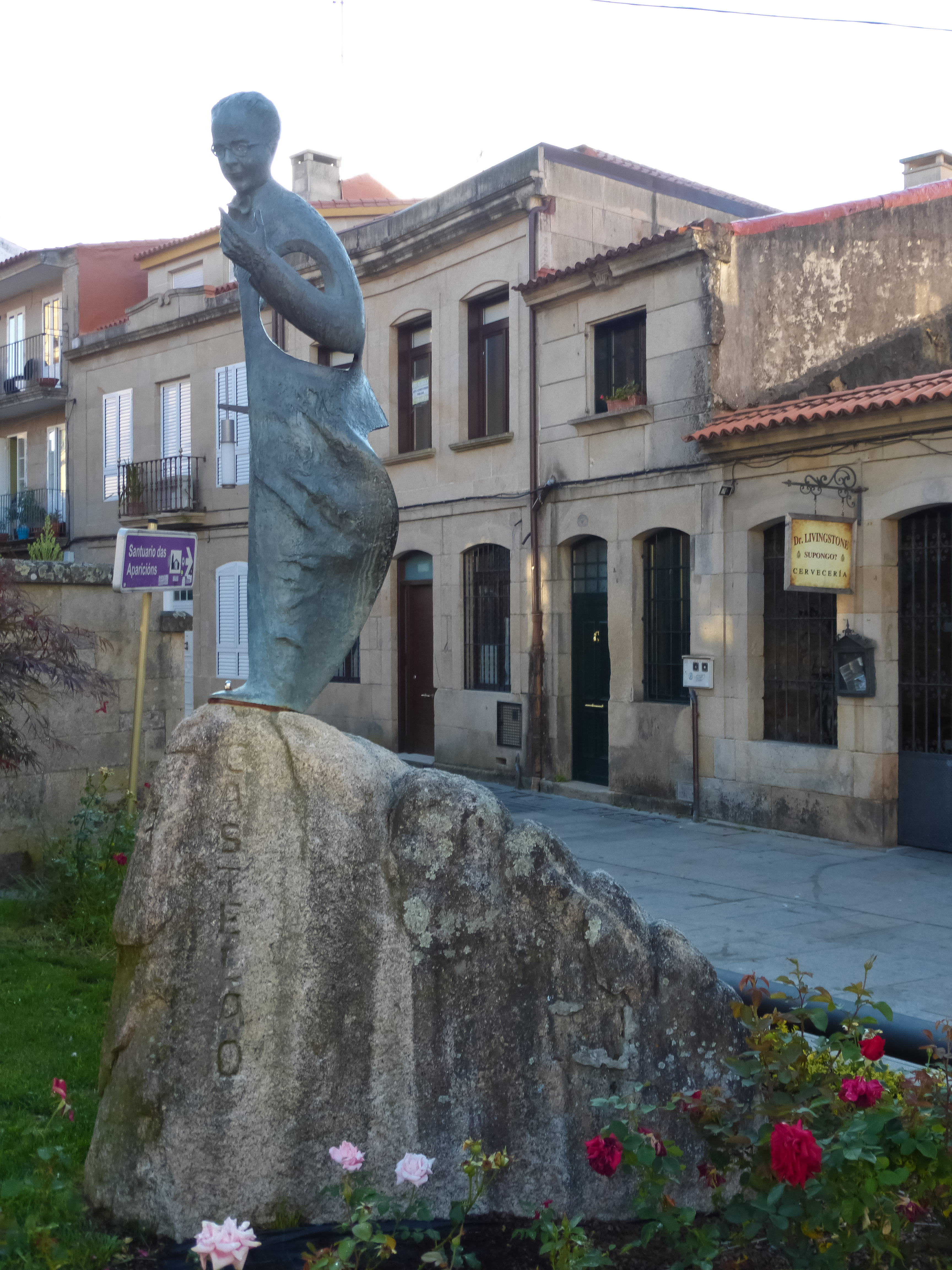
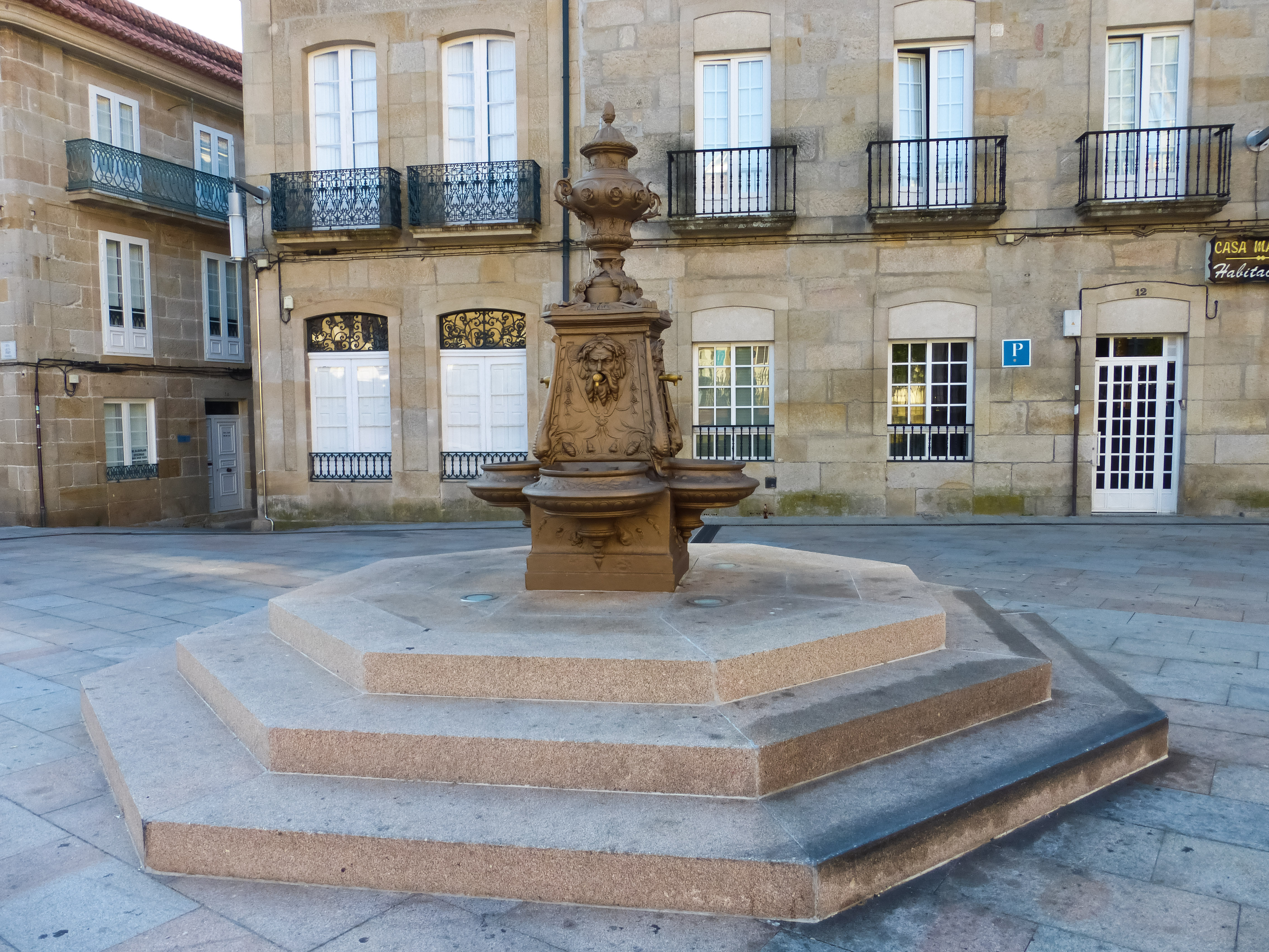
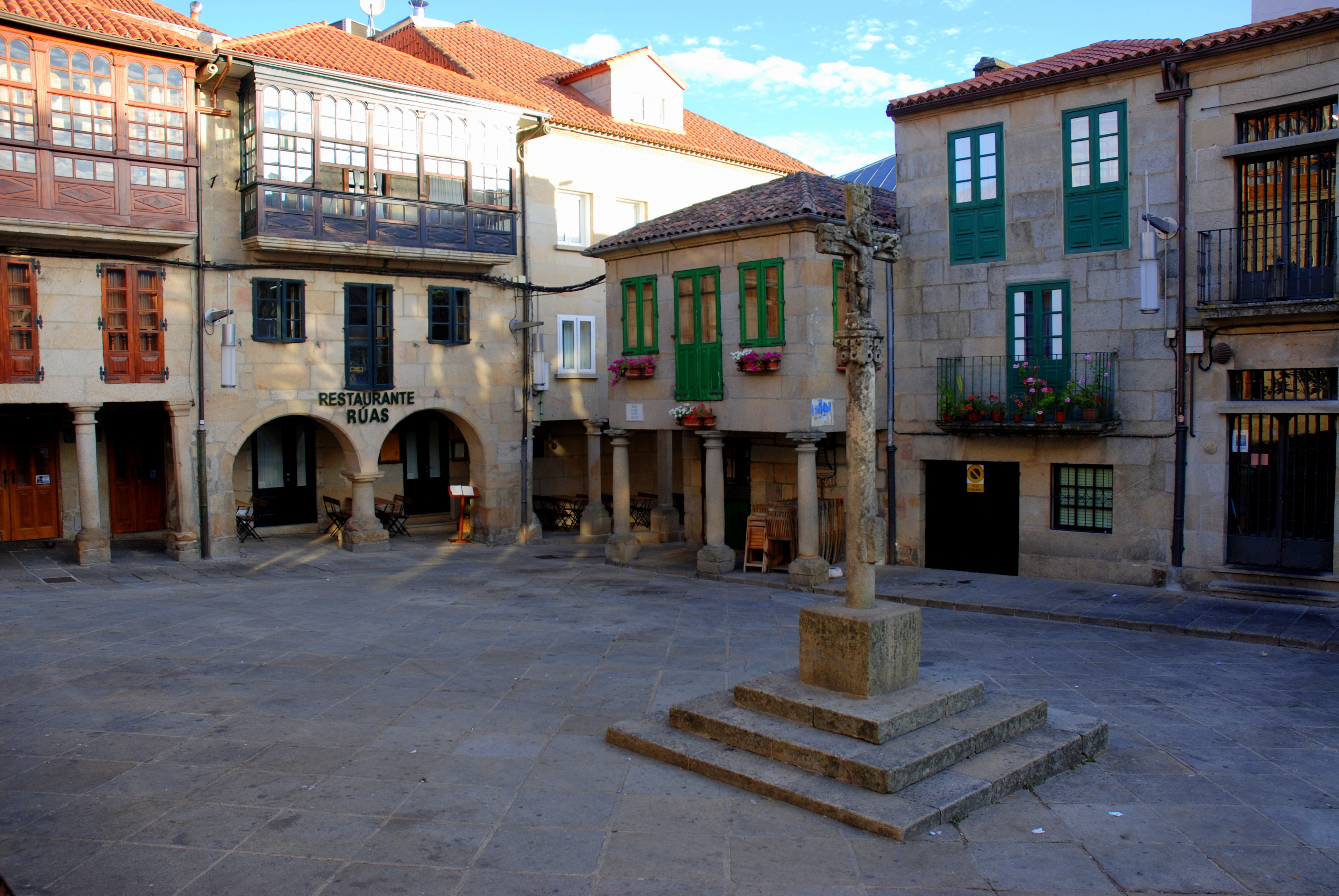
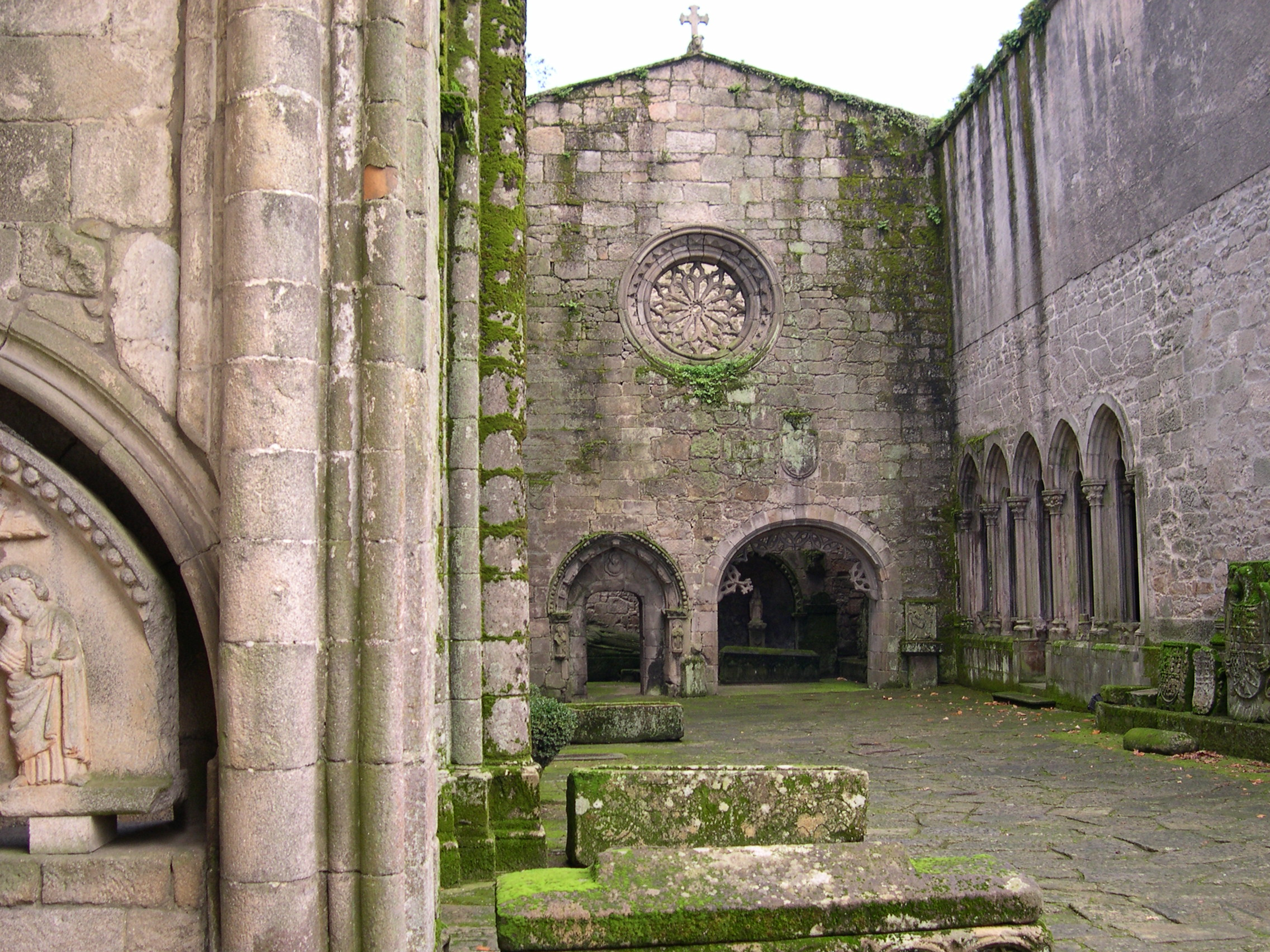
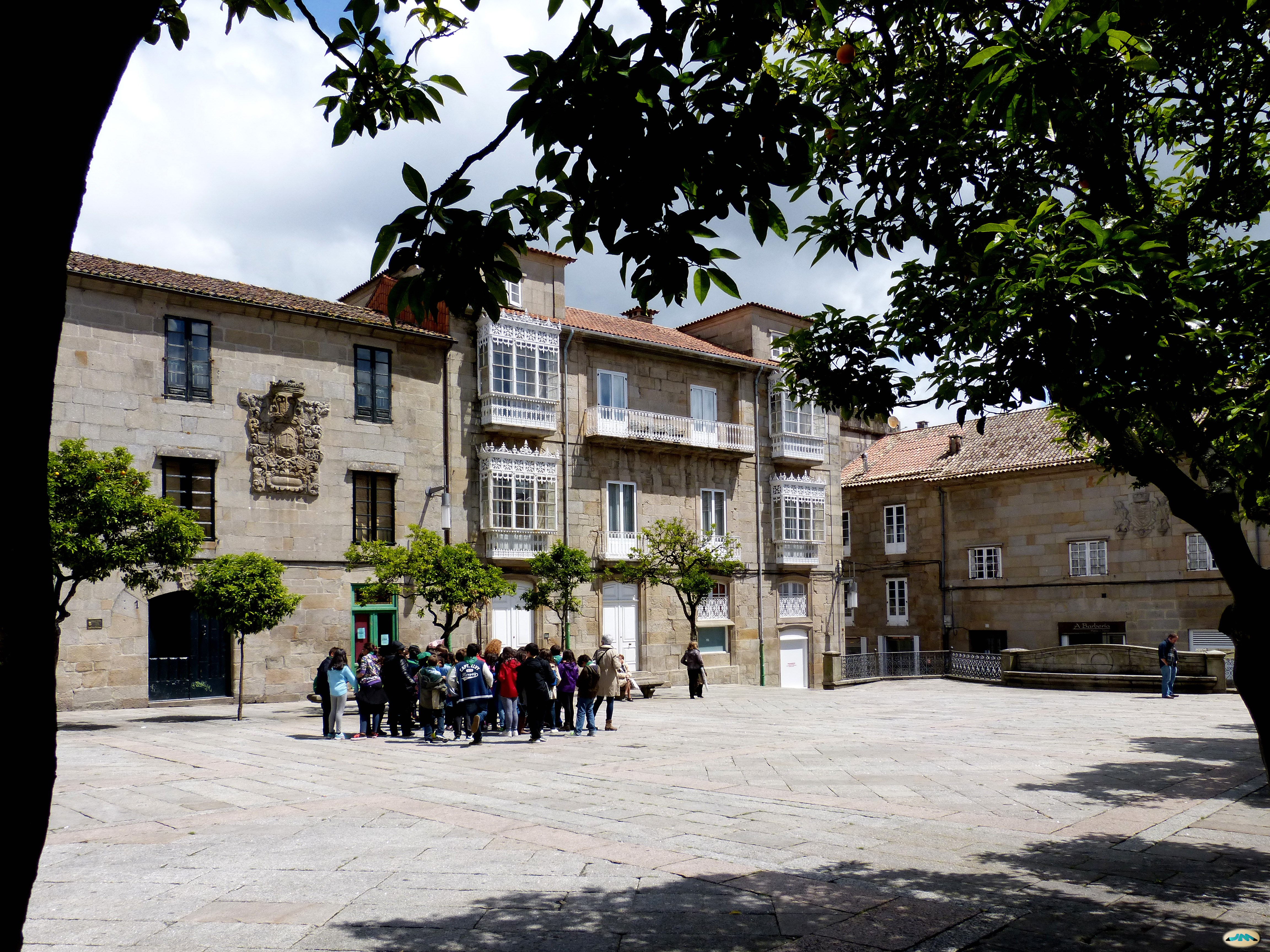
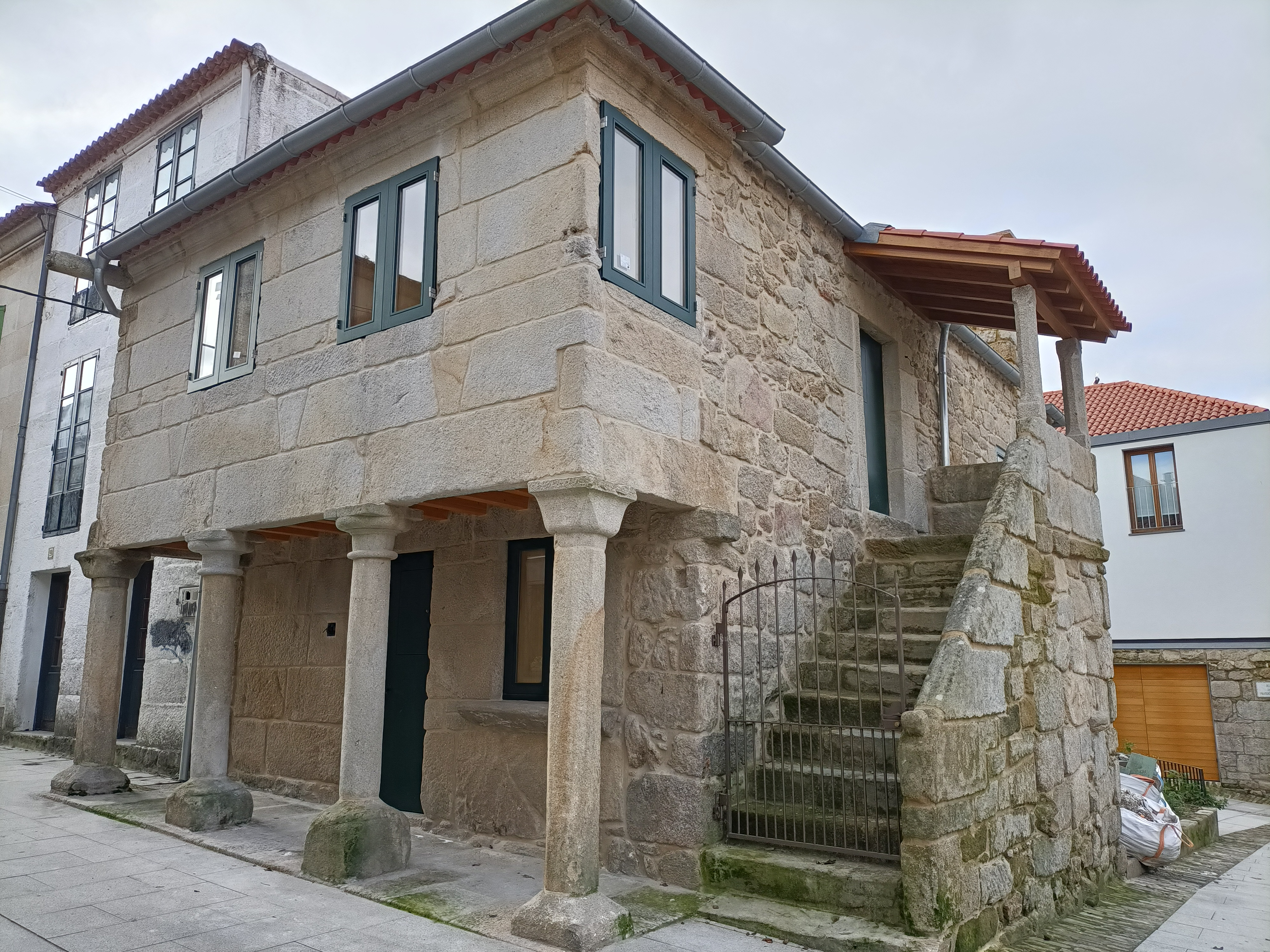

### Artigos relacionados
- Fonte da Ferraria
- Muralha de Pontevedra
- Museu de Pontevedra